# N.V. Werf Gust V/fa A.F. Smulders

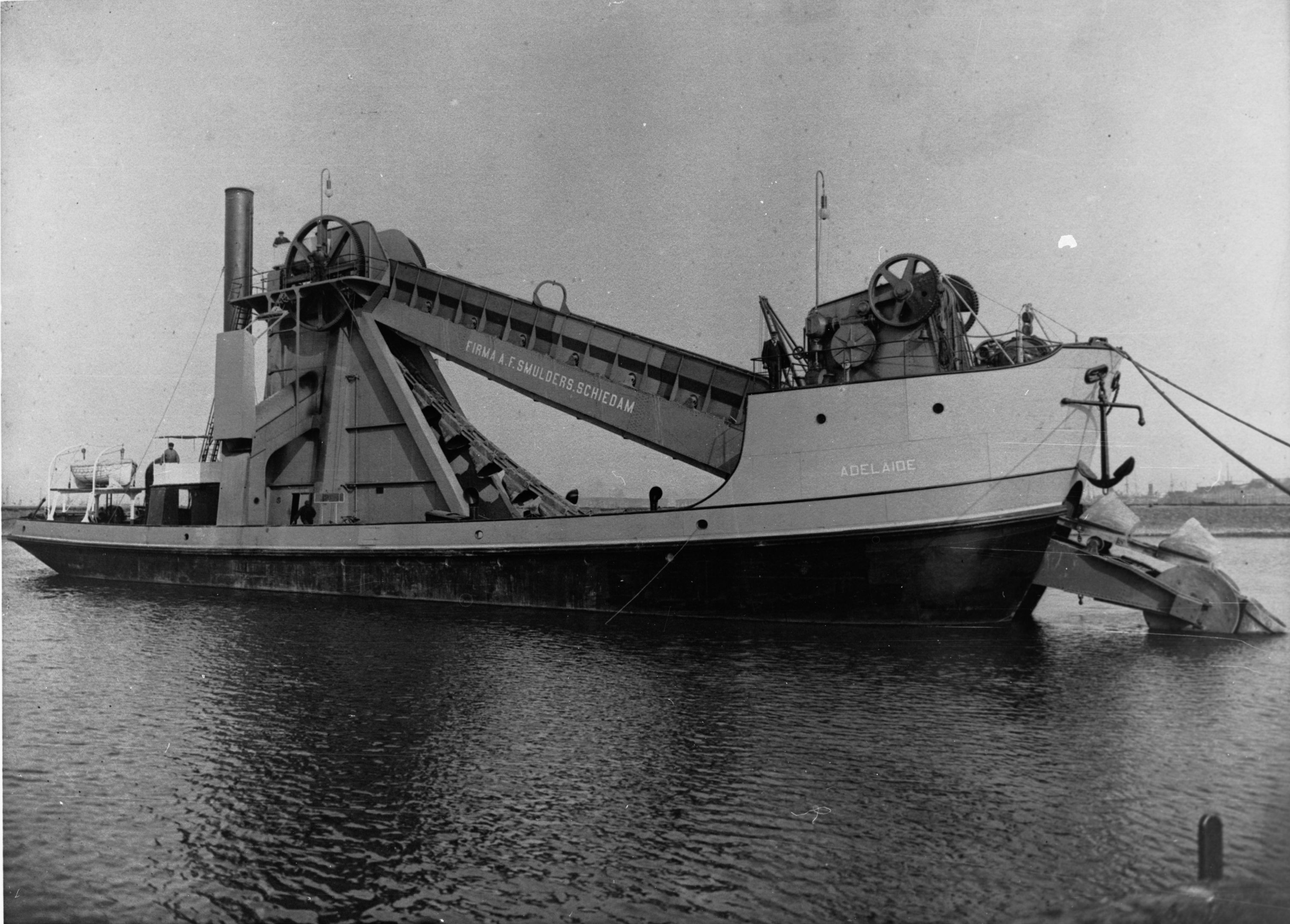
Adelaide

N.V. Werf Gust V/fa A.F. Smulders foi um estaleiro da Holanda, com instalações na cidade de Schiedam, região de Rotterdam. A empresa foi fundada em 1862.
Durante a Segunda Guerra Mundial construiu navios para a Kriegsmarine.